# الإفصاح عن معاني الصحاح
الإفصاح عن معاني الصحاح كتاب في الفقه الحنبلي لابن هبيرة.

## كتاب الإفصاح
هو من أجل كتب الفقه في الفقه الحنبلي وقد صنفه مؤلفه في عدة مجلدات وهو شرح في الأصل لصحيحي البخاري ومسلم.
قال ابن رجب: ((قلت: صنف الوزير أبو المظفر كتاب (الإفصاح عن معاني الصحاح) في عدة مجلدات، وهو شرح صحيحي البخاري ومسلم، ولما بلغ فيه إلى حديث (من يرد الله به خيراً يفقه في الدين) شرح الحديث، وتكلم عن معنى الفقه، وآل به الكلام إلى أن ذكر مسائل الفقه المتفق عليها، والمختلف فيها بين الأئمة الأربعة المشهورين.
وقد أفرده الناس من الكتاب، وجعلوه مجلدةً مفردة، وسموه بكتاب (الإفصاح) وهو قطعةٌ منه،...)).

### مؤلفه
هو ابن هبيرة واسمه: "يحي بن محمد بن هبيرة بن سعد بن الحسين بن أحمد بن الحسن بن الجهم بن عمرو بن هبيرة بن علوان بن الحوفزان الشيباني الدوري ثم البغدادي الوزير المشهور العادل ـ فيما يحسبه العلماء ـ كذلك والله حسيبه ولا نزكي على الله أحداً، ولد في ربيع الأول سنة 499 هـ ودخل بغداد وهو شاب وقرأ القرآن بالروايات على جماعة وسمع الحديث من كثير من علماء عصره كالقاضي أبو الحسين بن الفراء وأبو الحسين بن الزاغوني وعبد الوهاب الأنماطي وأبو الغالب بن البناء وأبو عثمان بن ملة وابن الحصين وغيرهم وقرأ الفقه على أبي بكر بن الدينوري وقرأ الأدب على ابن منصور بن الجواليقي وصحب أبي عبد الله محمد بن يحي الزبيدي وكمل عليه فنوناً من العلوم الأدبية وأخذ عنه التأله والعبادة.

### تصنيفه للكتاب ومؤلفاته
صنف ابن هبيرة كتاب (الإفصاح في معاني الصحاح) في أثناء ولايته الوزارية واعتنى به عناية فائقة أكثر من كتبه الأخرى لأنه أكبرها وأعظمها حجماً فيما نعلم وجمع عليه أئمة المذاهب وأوفدهم من البلدان إليه لأجله وقد أنفق على ذلك مائة ألف دينار وثلاثة عشر ألف دينار وحدث به واجتمع الخلق العظيم لسماعه عليه وكتب به نسخة لخزانة (المستنجد بالله) الخليفة العباسي وبعث ملوك الأطراف ووزرائها وعلماؤها فاستنسخوا لهم به نسخاً ونقلوها إليهم حتى السلطان نور الدين الشهيد واشتغل به الفقهاء على اختلاف مذاهبهم في عصره ودرِّس في المساجد والمدارس وحفظ من الفقهاء. 
ومن مؤلفاته: 
- (المقتصد) وهو كتاب في النحو.
- مختصر كتاب (إصلاح المنطق) لابن السكّيت.
- (العبادات الخمس) وهو كتاب في مذهب الإمام أحمد.
- (اختلاف الأئمة العلماء) وهو من كتب الفقه المقارن.

### مقدمة محقق الكتاب
يقول محقق الكتاب: أ.د. فؤاد عبد المنعم أحمد (وبعد، فقد وفقني الله عز وجل إلى إخراج الجزء الأول والثاني من كتاب: «الإفصاح عن معاني الصحاح» للوزير أبي المظفر عون الدين؛ يحيى بن هبيرة، المتوفى 560 هـ، وهو شرح للجمع بين الصحيحين لأبي عبد الله الحميدي الأندلسي، المتوفى 488 هـ، وتلقته الأمة بالقبول، وعم النفع به، وتعددت طباعة هذين الجزءين.
والكتاب يقع في تسعة عشر جزءًا أو عشرة مجلدات، وقد بذلنا جهدًا كبيرًا، وأسفارًا متعددة بعيدة بين الهند وتركيا وغيرهما من البلدان لجمع ما تبقى من نسخه، والأمل معقود في الله عز وجل أن ييسر أمره، ويذلل صعابه، ويوفق في إظهاره على نحو ما يحب الله ويرضى).

### من مقدمة الكاتب
فإني كنت شديد العزم إلى رواية كتاب يشتمل على أحاديث رسول الله ﷺ المشهود لها بالصحة من علماء الحديث، وأن نذكر فقه الحديث أيضا في ذلك الكتاب ولا سيما ما عدا ما قد فرغ العلماء منه كالطهارة والصلاة والزكاة والصيام والحج وغير ذلك من أبواب الفقه التي يشير الناس إليها مما استقرت فيه المذاهب وانتهت إليه الأمور، بل فيما عدا ذلك، لأنه قد تشتمل الأحاديث على الأمور المهمة والشؤون اللازمة في الدين، وفيما يرجع إلى العبادات والإخلاص فيها والآداب لها وغير ذلك من أعمال الآخرة وتزكية النفوس... ثم إني رأيت إجماع المسلمين على الكتابين الصحيحين اللذين انتدب لتخريجهما الإمامان الكبيران: البخاري ومسلم... وكان قد انتدب أبو عبد الله محمد بن أبي نصر الحميدي للجمع بين هذين الكتابين في كتاب سماه الجمع بين الصحيحين أحسن في تأليفه ورتبه على أسماء الرجال، فرأيت أن استقرئ الأحاديث من كتاب الحميدي إذ أراحني رحمه الله بتعبه وفرغني بدأبه، وبالله التوفيق ا.هـ.

### طريقته في الكتاب
كتاب ابن هبيرة هذا ترتيبه من حيث الكتب والأبواب ككتب الفقه الأخرى يبدأ فيه بفقه العبادات ثم المعاملات ولكن له طريقة جيدة تلفت الانتباه وهي: 
- أنه يبدأ في كل كتاب وباب بذكر مسائل الإجماع والإتفاق ثم يذكر بعد ذلك في نفس الكتاب والباب مسائل الخلاف، فيقول: اتفقوا... ويذكر المسائل المتفق عليها، ثم يقول اختلفوا. ... ثم يذكر مسائل الخلاف مع ذكر الأقوال منسوبة لأصحابها في كل مذهب ومن انفرد منهم برأي وهكذا.
- عندما ينسب في كتابه ويقول: «أجمعوا» يقصد الأئمة الأربعة فقط فهو في كتابه هذا لم ينسب الإجماع إلى غيرهم.
- افتتح كتابه بالحث على تعلم الفقه وتعليمه وذلك أنه علق على الحديث وهو قوله صلى الله عليه وسلم: ((من يرد الله به خيراً يفقهه في الدين)).

### طبعات وتحقيقات أخرى للكتاب
طُبع كتاب الإفصاح، بعد تحقيق ودراسة: محمد حسين الأزهري ، باسم: (إجماع الأئمة الأربعة واختلافهم).
وقد حقق عن ثلاث نسخ خطية في دار العلا للنشر والتوزيع- القاهرة.
وفيه حوالي 2500 مسألة في مجلدين، اقتصر المؤلف كما أشار في مقدمة الكتاب على ما اتفق عليه الأئمة الأربعة وما اختلفوا فيه، كما قدم للكتاب بمقدمة أصولية مختصرة.
وقد طبع الكتاب قبل ذلك باسم (الإفصاح) كما أشار المحقق وبين مساوئها حيث خلت من عدد من الأبواب الفقهية التي قاربت (عشرة أبواب) إلى جانب العديد من المسائل الفقهية الأخرى.